# 柴田ゆう
柴田 ゆう（しばた ゆう、1973年〈昭和48年〉 - ）は、日本のイラストレーター、画家。
愛知県出身、愛知県立芸術大学デザイン科卒業。畠中恵著「しゃばけ」シリーズの他にも、米村圭伍著「風見藩」シリーズなど主に時代小説の装画・挿絵を担当している。

## 装画・挿絵を担当した作品

### しゃばけシリーズ(畠中恵)

#### 単行本
- しゃばけ 2001年12月21日発売、ISBN 4-10-450701-6
  - 新装版 2013年3月22日発売、ISBN 978-4-10-450700-9
- ぬしさまへ 2003年5月22日発売、ISBN 4-10-450702-4
- ねこのばば 2004年7月22日発売、ISBN 4-10-450703-2
- おまけのこ 2005年8月22日発売、ISBN 4-10-450704-0
- うそうそ 2006年5月31日発売、ISBN 4-10-450705-9
- ちんぷんかん 2007年6月22日発売、ISBN 978-4-10-450707-8
- いっちばん 2008年7月31日発売、ISBN 978-4-10-450709-2
- ころころろ 2009年7月31日発売、ISBN 978-4-10-450710-8
- ゆんでめて 2010年7月30日発売、ISBN 978-4-10-450712-2
- やなりいなり 2011年7月29日発売、ISBN 978-4-10-450714-6
  - 初回限定版（同日発売）、ISBN 978-4-10-450715-3
- ひなこまち 2012年6月29日発売、ISBN 978-4-10-450716-0
- たぶんねこ 2013年7月22日発売、ISBN 978-4-10-450718-4
- すえずえ 2014年7月31日発売、ISBN 978-4-10-450719-1
- なりたい 2015年7月22日発売、ISBN 978-4-10-450720-7
- おおあたり 2016年7月22日発売、ISBN 978-4-10-450721-4
- とるとだす 2017年7月21日発売、ISBN 978-4-10-450723-8
- むすびつき 2018年7月20日発売、ISBN 978-4-10-450725-2
- てんげんつう 2019年7月18日発売、ISBN 978-4-10-450726-9
- いちねんかん 2020年7月17日発売、ISBN 978-4-10-450727-6
- もういちど 2021年7月19日発売、ISBN 978-4-10-450728-3
- こいごころ 2022年7月21日発売、ISBN 978-4-10-450729-0
- いつまで 2023年7月20日発売、ISBN 978-4-10-450730-6
- なぞとき 2024年7月18日発売、ISBN 978-4-10-450731-3

#### 文庫

##### 本編
- しゃばけ 2004年3月28日発売、ISBN 4-10-146121-X
- ぬしさまへ 2005年11月27日発売、ISBN 4-10-146122-8
- ねこのばば 2006年11月28日発売、ISBN 4-10-146123-6
- おまけのこ 2007年11月28日発売、ISBN 978-4-10-146124-3
- うそうそ 2008年11月14日発売、ISBN 978-4-10-146125-0
- ちんぷんかん 2009年11月30日発売、ISBN 978-4-10-146126-7
- いっちばん 2010年11月29日発売、ISBN 978-4-10-146127-4
- ころころろ 2011年11月29日発売、ISBN 978-4-10-146128-1
- ゆんでめて 2012年11月28日発売、ISBN 978-4-10-146129-8
- やなりいなり 2013年11月28日発売、ISBN 978-4-10-146130-4
- ひなこまち 2014年11月28日発売、ISBN 978-4-10-146131-1
- たぶんねこ 2015年11月28日発売、ISBN 978-4-10-450718-4
- すえずえ 2016年11月29日発売、ISBN 978-4-10-146134-2
- なりたい 2017年11月29日発売、ISBN 978-4-10-146135-9
- おおあたり 2018年11月28日発売、ISBN 978-4-10-146136-6
- とるとだす 2019年11月28日発売、ISBN 978-4-10-146137-3
- むすびつき 2020年11月30日発売、ISBN 978-4-10-146138-0
- てんげんつう 2021年6月24日発売、ISBN 978-4-10-146139-7
- いちねんかん 2022年11月28日発売、ISBN 978-4-10-146141-0
- もういちど 2023年11月29日発売、ISBN 978-4-10-146142-7
- こいごころ 2024年11月28日発売、ISBN 978-4-10-146143-4
- いつまで 2025年6月25日発売、ISBN 978-4-10-146144-1

##### 外伝
- えどさがし 2014年11月28日発売、ISBN 978-4-10-146132-8
- またあおう 2021年11月27日発売、ISBN 978-4-10-146174-8

#### コミック
- しゃばけ漫画 佐助の巻  - 萩尾望都・雲田はるこ・つばな・村上たかし・上野顕太郎・安田弘之・柴田ゆう
  - 単行本：新潮社〈BUNCH COMICS〉、2014年12月2日発売、ISBN 978-4-10-771786-3
  - 文庫版：新潮社〈新潮文庫〉、2016年11月28日発売、ISBN 978-4-10-146169-4[注 1]

#### 絵本
- みぃつけた - 畠中恵（著）・柴田ゆう（イラスト）[2] 新潮社、2006年11月30日発売[2]、ISBN 4-10-450706-7

#### ファンブック
- しゃばけ読本 - 畠中恵・柴田ゆう（著）・バーチャル長崎屋奉公人（編）新潮社、2007年11月9日発売、ISBN 978-4-10-450708-5
  - 文庫版：新潮社〈新潮文庫〉、2010年12月1日発売、ISBN 978-4-10-146170-0

### 退屈姫君シリーズ(米村圭伍)

#### 文庫
- 退屈姫君伝（新潮文庫、2002年10月1日）ISBN 978-4-10-126532-2
- 退屈姫君 海を渡る（新潮文庫、2004年10月1日）ISBN 978-4-10-126534-6
- 退屈姫君 恋に燃える（新潮文庫、2005年10月1日）ISBN 978-4-10-126535-3
- 退屈姫君 これでおしまい（新潮文庫、2009年1月1日）ISBN 978-4-10-126539-1

### 蜜姫シリーズ (米村圭伍)

#### 文庫
- おんみつ蜜姫（新潮文庫、2006年12月22日）ISBN 978-4-10-126537-7
- おたから蜜姫（新潮文庫、2010年10月1日）ISBN 978-4-10-126540-7

### えほんのぼうけん

#### 絵本
- フルーツがきる！ - 林木林（著）・柴田ゆう（絵）[3]（岩崎書店、2013年10月31日）ISBN 978-4-265-08126-4[注 2]